# Nick Porzig
Nick Porzig, né le 1er juillet 1972 à Le Cap en Afrique du Sud, est un rameur d'aviron australien d'origine sud-africaine ayant concouru pour l'Australie de 1993 à 2000.

## Carrière
Nick Porzig participe aux Jeux olympiques de 2000 à Sydney et remporte la médaille d'argent avec le huit  australien composé de Alastair Gordon, Mike McKay, Christian Ryan, Robert Jahrling, Stuart Welch, Daniel Burke, Jaime Fernandez et Brett Hayman.